# Марьино (Гомельская область)
Марьино (бел. Мар’іна) — деревня в Добрушском районе Гомельской области Республики Беларусь. В составе Рассветовского сельсовета.

## География

### Расположение
В 7 км севернее районного центра Добруш и железнодорожной станции в этом городе, в 30 км от Гомеля.

### Гидрография
Расположено озеро (называют "Барыня").

### Экология и природа
На востоке и севере граничит с лесом. На юге республиканский памятник природы — Ельник.

## Транспортная система
Транспортная связь по автодороге Ветка — Добруш. В деревне 88 жилых домов (2004 год). Планировка состоит из 2-х параллельных улиц, ориентированных с юго-востока на северо-запад. Застройка двухсторонняя, деревянными домами усадебного типа.

## История
По письменным источникам деревня известна с начала XVIII века как слобода в Речицком повете Минского воеводства Великого княжества Литовского во владении Чарторыйских. В 1764 году военный отряд во главе с генералом Масловым выслал из слободы в Сибирь всех староверов. После 1-го раздела Речи Посполитой (1772 год) в составе Российской империи. В 1775 году деревня находилась во владении фельдмаршала графа П.А. Румянцева-Задунайского, здесь располагались деревянная часовня, корчма. В 1788 году в Белицком повете Могилёвской губернии. С 1834 года владение фельдмаршала графа И.Ф. Паскевича. В 1834 году в Добрушской экономии Гомельского имения. В 1834 году имелись 2 часовни. В 1884 году староверческий молитвенный дом, 3 ветряные мельницы. В 1897 году находились: часовня, хлебозапасный магазин, маслобойня, винная лавка, 3 ветряные мельницы, староверческий молитвенный дом. В Гомельском повете Могилёвской губернии.
В 1926 году действовали почтовое отделение, начальная школа, отделение потребительской кооперации.
С 8 декабря 1926 года по 25 февраля 1977 года центр Марьинского сельсовета Добрушского, с 4 августа 1927 года Ветковского, с 12 февраля 1935 года Добрушского районов Гомельского округа, с 20 февраля 1938 года Гомельской области.
В 1929 году организован колхоз «Строитель социализма». Работала кузница.
Во время Великой Отечественной войны в октябре 1943 года оккупанты частично сожгли деревню. В боях за деревню погибли 289 советских солдат (похоронены в братских могилах в центре и в 1 км на север от деревни). Освобождена 10 октября 1943 года.
В 1959 году в составе совхоза «Добрушский» с центром в посёлке Рассвет. Размещаются 9-летняя школа, клуб, библиотека, фельдшерско-акушерский пункт, отделение связи, магазин.
В 1972 году в деревню переселились часть жителей посёлка Селезнёвка, который в настоящее время не существует.

## Население

### Численность
- 2004 год — 88 дворов, 165 жителей

### Динамика
- 1775 год — 74 двора
- 1816 год — 131 двор, 373 жителя
- 1834 год — 139 дворов, 714 жителей
- 1884 год — 190 дворов, 1079 жителей
- 1897 год — 253 двора, 1220 жителей (согласно переписи)
- 1909 год — 262 двора, 1325 жителей
- 1959 год — 513 жителей (согласно переписи)
- 2004 год — 88 дворов, 165 жителей

## Культура
- Дом культуры

## Достопримечательность
- До 2007 года на юге к деревне примыкал Шабринский биологический заказник.
- Поклонный крест. Установлен 26 августа 2023 года в честь основания деревни, известной в письменных источниках с начала XVIII века.
- Памятная табличка на месте, где проходили боевые действия в 1941-1943 гг. («С этого места 19 августа 1941 года 1010 стрелковый полк 266 стрелковой дивизии атаковал немецкие войска в северном направлении ..»).
- Памятный знак «Марьинские высоты» (07.05.2025). Расположен в лесном массиве вблизи д. Марьино.

### Памятные места
- Братская могила (1943)[2] —  Историко-культурная ценность Республики Беларусь, шифр 313Д000267.

## Известные уроженцы
- В. М. Рубцов — член Союза художников СССР, Белорусского Союза художников.